# Deuses e Generais
Deuses e Generais  (em inglês:  Gods and Generals) é um filme estadunidense de 2003, dirigido por Ronald F. Maxwell. O roteiro foi baseado no livro homônimo de Jeffrey Shaara e é considerado uma prequela do filme de 1993 Gettysburg (que por sua vez foi baseado no livro The Killer Angels de autoria do pai de Shaara, Michael), do mesmo diretor. A ação é concentrada em fatos biográficos de três vultos históricos norte-americanos: General Stonewall Jackson, Tenente-Coronel Joshua Chamberlain e General Robert E. Lee, acontecidos durante a Guerra Civil dos Estados Unidos.

## Elenco
- Stephen Lang...general-de-brigada Stonewall Jackson
- Jeff Daniels...tenente-coronel Joshua Lawrence Chamberlain  (repetindo o papel)
- Robert Duvall...general Robert E. Lee (substitui Martin Sheen)
- Kevin Conway...sargento Buster Kilrain, personagem fictício (repetindo o papel)
- C. Thomas Howell...sargento Thomas Chamberlain (repetindo o papel)
- Jeremy London...capitão Alexander "Sandie" Pendleton
- Matt Letscher...coronel Adelbert Ames
- Brian Mallon...general comandante Winfield Scott Hancock (repetindo o papel)
- Bo Brinkman...major Walter H. Taylor (repetindo o papel) (CSA)
- Bruce Boxleitner...tenente-general James Longstreet (substituindo Tom Berenger)
- William Sanderson...general comandante A.P. Hill (substituindo Patrick Falci)
- Billy Campbell...general comandante George Pickett (substituindo Stephen Lang)
- Alex Hyde-White...general comandante Ambrose E. Burnside
- Joseph Fuqua...general comandante J.E.B. Stuart (repetindo papel) (CSA)
- John Prosky...General de Brigada Lewis A. Armistead (substituindo Richard Jordan)
- Royce D. Applegate...General de Brigada James L. Kemper (repetindo papel)
- Patrick Gorman...general comandante John Hood (repetindo papel)
- Morgan Sheppard...coronel Isaac R. Trimble (repetindo papel)
- James Patrick Stuart...coronel Edward Porter Alexander (repetindo papel)
- Jonathon Demers...General de Brigada Richard S. Ewell (substitui Tim Scott)
- Cooper Huckabee...Henry Thomas Harrison (repetindo papel)
- Andrew Prine...General de Brigada Richard B. Garnett (repetindo papel)
- Mira Sorvino...Fanny Chamberlain
- Miles Fisher...John Beale

## Sinopse
A história se inicia em 1861, quando o general Robert E. Lee recusa o comando das tropas da União e posteriormente assume o do Exército da Virgínia, organizado para a defesa do estado contra a invasão das tropas legalistas. Um dos principais comandantes de Lee é o professor do Instituto Militar em Lexington Thomas Jackson, um brilhante estrategista e religioso devoto. Jackson é chamado de  Stonewall (muralha de pedra) após sua firmeza mostrada no primeiro grande enfrentamento contra a União, a Primeira Batalha de Bull Run. A seguir, acontece a grande Batalha de Fredericksburg, quando a população civil da cidade é obrigada a fugir de suas casas até que as tropas confederadas conseguissem retomar a cidade. A terceira grande luta mostrada é a Batalha de Chancellorsville, quando o general Jackson é ferido por disparos das próprias tropas. Do lado da União, o professor Thomas Chamberlain se alista no exército e lidera seus homens na Batalha de Fredericksburg quando são massacrados pelo exercito confederado, bem defendido atrás de obstáculos de pedras.

## Produção
- Ted Turner fez uma participação especial como o coronel Waller T. Patton, tio do general George S. Patton, ferido mortalmente em Gettysburg.
- O filme teve locações no Vale do Shenandoah e oeste de Maryland. Lugares históricos incluem  Instituto Militar da Virgínia e Universidade Washington & Lee, conhecida como Faculdade  Washington durante a Guerra Civil.
- Russell Crowe foi a primeira escolha para interpretar Stonewall Jackson mas com sua indisponibilidade, Stephen Lang trocou o papel de George Pickett pelo do general. Billy Campbell foi chamado para o papel de Pickett.[3]
- Em 2011 foi lançado o Blu-ray com a versão do diretor. Com duração de 280 minutos, as novas cenas incluem a subtrama com o ator John Wilkes Booth que se tornaria o assassino de Abraham Lincoln.
- Cenas da Batalha de Antietam foram removidas do filme (a brigada de Chamberlain ficou na retaguarda).

## Trilha sonora
Foi composta por John Frizzell, com pequena colaboração de Randy Edelman que fora o autor da ouvida em Gettysburg. Destaca-se uma composição nova especial para o filme escrita e cantada por Bob Dylan, Cross the Green Mountain. A faixa foi mais tarde incluída no álbum The Bootleg Series Vol. 8: Tell Tale Signs.